# David McCormick
David McCormick, né le 17 août 1965, est un homme d'affaires et homme politique américain, membre du Parti républicain. Il est Président-directeur général de Bridgewater Associates, l'un des plus grands fonds d'investissements au monde, de 2020 à 2022. Depuis janvier 2025, il est sénateur des États-Unis pour la Pennsylvanie à la suite de l'élection de novembre 2024.

## Biographie

### Jeunesse et études
David Harold McCormick, né le 17 août 1965 à Washington en Pennsylvanie, grandi dans la région de Pittsburgh. Son père, James H. McCormick, est président de l'université Bloomsburg (en) puis chancelier du système d'enseignement supérieur de l'État de Pennsylvanie. Sa mère, Maryan G. McCormick, est professeur d'université.
David McCormick est diplômé d'un Bachelor of Science en génie mécanique de l'Académie militaire de West Point en 1987. En 1996, il obtient un doctorat en relations internationales de l'université de Princeton. Deux ans plus tard, il publie un livre, The Downsized Warrior, basé sur sa thèse de doctorat sur la réduction des effectifs de l'armée américaine à la fin de la guerre froide.

### Carrière professionnelle
Après avoir obtenu son diplôme de West Point, David McCormick entre à l'école aéroportée de l'armée américaine, puis à l'école des Rangers, avant de rejoindre la 82e division aéroportée à Fort Bragg, en Caroline du Nord, en 1987.
David McCormick fait partie de la première vague de troupes américaines envoyées en Irak pendant la guerre du Golfe en 1991. Il est officier exécutif d'une compagnie de génie de combat de 130 soldats chargée de déminer les champs de mines et de détruire les munitions ennemies. McCormick quitte l'armée en 1992 après cinq ans de service.
De 1996 à 1999, David McCormick travaille comme consultant chez McKinsey & Company, basé à Pittsburgh. En 1999, il rejoint FreeMarkets, un fournisseur mondial de logiciels et de services. Plus tard dans l'année, la société procède à une introduction en bourse. McCormick est promu président de FreeMarkets en 2001 et est nommé directeur général en 2002. Il vend FreeMarkets à Ariba en 2004 pour environ 500 millions de dollars et poursuit sa carrière chez Ariba en tant que président.

### Administration Bush
En octobre 2005, David McCormick est nommé sous-secrétaire au Commerce pour l'industrie et la sécurité au sein de l'administration Bush. À ce titre, il supervise les contrôles des exportations et participe aux négociations qui conduisent à l'accord nucléaire civil Inde-États-Unis. En août 2006, il devient conseiller adjoint à la sécurité nationale pour la politique économique internationale et est le représentant personnel de George W. Bush auprès du G8. En août 2007, David McCormick est nommé sous-secrétaire au Trésor pour les affaires internationales. À ce titre, il a est le principal conseiller du secrétaire au Trésor Henry Paulson sur les questions économiques internationales lors de la crise financière mondiale de 2007-2008.

### Bridgewater Associates
David McCormick rejoint Bridgewater Associates en 2009 en tant que président. Il devient coprésident directeur général en 2017, et est chargé de superviser la gestion de l'entreprise et d'assurer la liaison avec les investisseurs institutionnels. En 2020, il devient l'unique PDG de Bridgewater Associates, marquant la fin d'une transition de 10 ans pour l'entreprise. En tant que directeur de Bridgewater, McCormick lève 8 milliards de yuans (1,3 milliard de dollars) pour un fonds privé en Chine en novembre 2021. Fin 2021, alors que David McCormick envisage de se présenter à un siège au Sénat américain en Pennsylvanie, il a commencé à se distancer du fondateur de Bridgewater, Ray Dalio, et de ses positions favorables aux politiques chinoises. Sous sa direction, Bridgewater vend à découvert certaines entreprises emblématiques de Pennsylvanie, notamment U.S. Steel et Hershey's.
David McCormick quitte Bridgewater Associates le 3 janvier 2022 et est remplacé par Mark Bertolini et Nir Bar Dea en tant que co-PDG.

### Élection au Sénat des États-Unis

#### Élection sénatoriale de 2022
Le 13 janvier 2022, David McCormick annonce sa candidature à l'élection sénatoriale de 2022 pour la Pennsylvanie. Lors de la primaire républicaine, David McCormick sollicite le soutien de Donald Trump, mais il refuse la condition de ce dernier qui lui demande d'affirmer publiquement que l'élection présidentielle de 2020 aurait été volée. Finalement, Donald Trump apporte son soutien à son principal opposant au sein de la primaire républicaine, Mehmet Öz. David McCormick perd l'élection à la primaire républicaine contre Mehmet Öz à 950 voix près, à l'issue d'une scrutin que les enquêts d'opinion n'avaient pas estimé à ce point serré. La marge étant inférieur à 0,5 %, un recomptage automatique est déclenché mais ne renverse pas le résultat. Le 3 juin, David McCormick concède sa défaite.

#### Élection sénatoriale de 2024
Le 21 septembre 2023, David McCormick annonce sa deuxième campagne sénatoriale. Peu de temps après son annonce, il est soutenu par le Parti républicain de Pennsylvanie et par Donald Trump. Il remporte la nomination du Parti républicain en avril 2024, sans candidat concurrent. Lors de l'élection générale, il fait face au sénateur démocrate sortant Bob Casey, Jr. David McCormick est présent au rassemblement de Pennsylvanie lors de la tentative d'assassinat de Donald Trump en juillet 2024.
Le 5 novembre 2024, David McCormick remporte l'élection avec 48,8 % des voix contre 48,6 % des voix pour Bob Casey Jr.

## Vie privée
En 2019, David McCormick épouse Dina Powell, cadre chez Goldman Sachs et conseillère adjointe à la sécurité nationale dans la première administration Trump,. Jusqu'en 2015, il était marié à Amy Richardson, avec qui il a quatre enfants. Il a également deux belles-filles issues de son mariage avec Dina Powell.